# Le Touarég

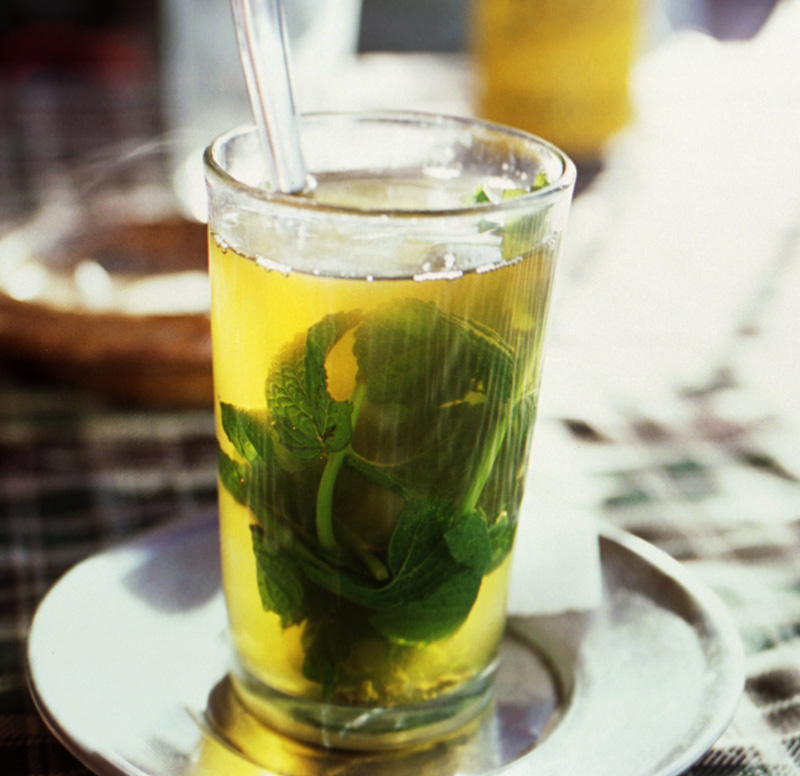
La Touarég

Le Touarég je teplý čaj z čajovníku a marocké máty dochucovaný cukrem. Podává se v českých čajovnách a řadí se mezi ostatní čaje (marocké, arabské). Vyrábí se z lístků marocké máty a lístků čajovníku. Podává se s cukřenkou, aby si zákazník mohl podle chuti osladit.
Dle tradiční přípravy se Le Touarég nejčastěji připravuje tak, že zelený čaj (gunpowder, chunmee,...) spaříme horkou vodou a necháme chvíli odstát, vodu po chvíli slijeme a čaj zalijeme znova, necháme vařit asi ještě 2 minuty. Poté sejmeme z plotny nebo ohně a přidáme čerstvou mátu na stonku, osladíme velkým množstvím cukru.
Do čaje však můžeme přidat namísto máty, která ochlazuje například pelyněk, který je naopak zahřívací.